# José, Duque de Parma
José de Parma (Biarritz, 30 de junho de 1875 – Pianoro, 7 de janeiro de 1950) foi o chefe da Casa Ducal e pretendente ao trono de Parma de 1939 até sua morte em 1950. Filho do duque Roberto I de Parma e de sua esposa, a princesa Maria Pia das Duas Sicílias.

## Biografia
José nasceu o terceiro filho sobrevivente de Roberto I, Duque de Parma e sua primeira esposa, a princesa Maria Pia de Bourbon-Duas Sicílias. Tal como o seu irmão mais velho e antecessor, Henrique, ele tinha dificuldades de aprendizagem e foi o pretendente titular de Parma, de 1939 até 1950. Seu irmão mais novo e sucessor, Elias, assumiu o papel de chefe de família em 1907 e atuou como regente, embora José continuou a ser considerado por monarquistas como José I de Parma. José morreu solteiro e sem filhos e foi sucedido como pretendente titular de Parma por seu irmão Elias após a sua morte em 1950.